# Przeszłość (wiersz)
Przeszłość – wiersz Cypriana Kamila Norwida napisany w 1865, będący polemiką z heglowską filozofią dziejów.
Utwór został napisany w 1865 w okresie przygotowywania przez Norwida tomu poezji Vade-mecum i został do niego włączony jako jego drugie ogniwo. Po raz pierwszy ukazał się drukiem w 1937 w tomie Zebranych utworów Zenona Przesmyckiego.

## Kontekst
W Przeszłości Norwid polemizuje z rozumieniem historii przez Hegla, któremu służy ona do wyjaśnienia chwili obecnej. Cały rozwój społeczeństw zmierza w jego ujęciu do teraźniejszości państwa pruskiego i berlińskiej katedry filozofa. Etapy rozwoju historycznego są względne i dają się wyjaśnić jedynie przez odniesienie ich do etapów następujących po nich. Zło staje się dobrem, jako miniony etap rozumnego rozwoju. Gwałt może otworzyć perspektywy na lepsze jutro.

## Treść
Utwór rozpoczyna się polemiką w kwestiach ontologicznych, wykładanych ze stanowiska filozofii chrześcijańskiejː to nie Bóg, lecz człowiek, poprzez grzech pierworodny, sprowadził na świat czas, śmiertelność, cierpienie. W kolejnych dwóch wersach poeta przechodzi od biblijnego Adama do współczesnych koncepcji, z którymi polemizuje. Ten kto jak Adam narusza boskie prawa, próbuje odepchnąć, odrzucić historię i tradycję, która staje mu się nieznośna. Istnieje wyraźny związek pomiędzy odrzucaniem grzechu pierworodnego, ewolucyjnym traktowaniem człowieka, a filozofią, która wychodzi z tej zasady i usprawiedliwia wszelkie minione zło jako rozumny etap rozwoju. 
W drugiej strofie poeta nazywa próbę odrzucenia przeszłości dziecinną. Postęp, który zapomina, że zło jest złem, który uznaje prawa etyczne za podlegające rozwojowi i względne jest złudzeniem. Żaden czyn nie odbiega w przeszłość. Ona jest stale obecna wobec Boga. Dzieci myślą, że to drzewa uciekają w głąb lasu, a tak naprawdę tylko czas mija, jak wóz z dziećmi. Dąb, las, cała rzeczywistość trwa. Trwają fakty i wskazania moralne. Zmieniają się realia, rozwiązania techniczne, ale człowiek w swej naturze pozostaje wobec Boga niezmienny. 
W końcowej paraboli okazuje się, że przeszłość, dawni ludzie są obecni, tak blisko jak blisko jest wieś. Nie jest czymś odległym i niepojętym, choć dzieciom wydaje się, że odjechały daleko. Przeszłość – jest to dziś, tylko cokolwiek dalej. W przeciwnym razie grozi  ludziom zabłąkanie w lesie. 